# South Australian Premier League
La South Australian Premier League è stato il campionato di calcio di seconda divisione dell'Australia Meridionale.
Era organizzato dalla Football Federation of South Australia (FFSA), la federazione calcistica dello Stato.
Prima della stagione 2006, era il campionato di Massima Serie in South Australia.
I campioni in carica erano i Para Hills Knights che attualmente miliitano in BEST League.

## Promozioni e Retrocessioni
Ogni anno il campione viene promosso in Super League, mentre l'ultima in Super League viene retrocessa in Premier League. Le prime due classificate in State League vengono promosse in Premier League mentre le ultime due in Premier League vengono retrocesse in State League.

## Squadre 2007
| Squadra                 | Allenatore | Stadio                          | Luogo            | Fondata nel.. |
| ----------------------- | ---------- | ------------------------------- | ---------------- | ------------- |
| Adelaide Cobras         |            | Weigall Oval                    | Plympton         | 1972          |
| Adelaide Hills Hawks    | -          | Karinya Reserve                 | Woodside         | 1991          |
| Croydon Kings           | -          | Polonia Reserve                 | Croydon          | 1950          |
| Enfield City Falcons    | -          | Rushworth Reserve               | Enfield          | 1946          |
| Northern Demons         | -          | Byrne Park                      | Port Pirie       | 1951          |
| Olympic                 |            | Thebarton Oval                  | Thebarton        | 1978          |
| Playford City Patriots  | -          | Ramsay Park                     | Elizabeth        | 1956          |
| Pirates                 | -          | John Hart Reserve               | Port Adelaide    | 1903          |
| South Adelaide Panthers | -          | O'Sullivan Beach Sports Complex | O'Sullivan Beach | 1997          |
| Western Strikers        |            | Carnegie Reserve                | Royal Park       | 1987          |